# 나솔
나솔(奈率), 내수(奈率) 또는 내솔은 백제의 제5품 관등으로, 260년 고이왕 27년 개혁으로 만들어졌다. 정원원은 일정하지 않았으며, 은화로 장식된 관과 자색 관복을 착용했다.